# Sárszentágota, Fejér
Sárszentágota  este un sat în districtul Sárbogárd, județul Fejér, Ungaria, având o populație de 1.381 de locuitori (2011). 

## Demografie
Componența etnică a satului Sárszentágota
     Maghiari (99,15%)
     Necunoscut (0,23%)
     Romi (0,62%)
     Alții (0,23%)
Componența confesională a satului Sárszentágota
     Reformați (14,34%)
     Fără religie (8,18%)
     Necunoscută (76,68%)
     Alte religii (1,01%)
Conform recensământului din 2011, satul Sárszentágota avea 1.381 de locuitori. Din punct de vedere etnic, majoritatea locuitorilor (99,15%) erau maghiari. Apartenența etnică nu este cunoscută în cazul a 0,23% din locuitori. Nu există o religie majoritară, locuitorii fiind reformați (14,34%) și persoane fără religie (8,18%). Pentru 76,68% din locuitori nu este cunoscută apartenența confesională.